# Eat to the Beat
Eat to the Beat je čtvrté studiové album skupiny Blondie. Bylo oceněno platinovou deskou a v roce 1980 se umístilo v Billboard Top 10. Producentem alba byl Mike Chapman.
Album obsahuje pestré spektrum stylů jako jsou pop, punk, reggae a funk. Tři singly vyšly v Británii ("Dreaming", "Union City Blue" a "Atomic"). Píseň "The Hardest Part" vyšla jako druhý singl z alba v USA namísto "Union City Blue".

## Seznam písní
Strana A
- 1. "Dreaming"
- 2. "The Hardest Part"
- 3. "Union City Blue"
- 4. "Shayla"
- 5. "Eat to the Beat"
- 6. "Accidents Never Happen"

Strana B
- 7. "Die Young Stay Pretty"
- 8. "Slow Motion"
- 9. "Atomic"
- 10. "Sound-A-Sleep"
- 11. "Victor"
- 12. "Living in the Real World"

## Sestava
- Deborah Harry – zpěv
- Chris Stein – kytara
- Frank Infante – kytara, doprovodný zpěv ve skladbách "Die Young, Stay Pretty" a "Victor"
- Jimmy Destri – klávesy, doprovodný zpěv ve skladbách "Die Young, Stay Pretty" a "Victor"
- Nigel Harrison – baskytara
- Clem Burke – bicí

### Dodateční hudebníci
- Mike Chapman – doprovodný zpěv ve skladbách "Die Young, Stay Pretty" a "Victor"
- Donna Destri – doprovodný zpěv ve skladbě "Living in the Real World"
- Robert Fripp – kytara v živé verzi bonusové skladby "Heroes"
- Ellie Greenwich – doprovodný zpěv ve skladbách "Dreaming" a "Atomic"
- Lorna Luft – doprovodný zpěv ve skladbách "Accidents Never Happen" a "Slow Motion"
- Randy Singer (Hennes) – harmonika ve skladbě "Eat to the Beat"